# Bugatti (chanson)
Pour les articles homonymes, voir Bugatti (homonymie).
Singles de Ace Hood
Body 2 Body (en)
(2011) We Outchea (en)
(2013)
Singles par Future
Love Me
(2013) Karate Chop (en)
(2013)
Singles par Rick Ross
Dope (en)
(2013) Millions (en)
(2013)
Bugatti est un single du rappeur américain Ace Hood, sorti le 29 janvier 2013 en première piste de son quatrième album studio, intitulé Trials & Tribulations (en). Produite par Mike Will Made It, la chanson est interprétée en collaboration avec les rappeurs américains Future et Rick Ross. Elle se hisse à la 33e place du Billboard Hot 100, devenant le titre d'Ace Hood le mieux classé. Le single totalise plus d'1 million de ventes et est certifié disque de platine par la RIAA, depuis le 4 décembre 2013.

## Historique de sortie
| Pays       | Date            | Format                   | Label                                                   |
| ---------- | --------------- | ------------------------ | ------------------------------------------------------- |
| États-Unis | 29 janvier 2013 | Téléchargement numérique | We the Best Music Group, Cash Money, Universal Republic |

## Liste des pistes
| No | Titre   | Auteur                                                                              | Producteur(s)     | Durée |
| -- | ------- | ----------------------------------------------------------------------------------- | ----------------- | ----- |
| 1. | Bugatti | Antoine McColister, William Leonard Roberts II, Nayvadius Wilburn, Michael Williams | Mike WiLL Made It | 4:31  |

## Clip vidéo
Le clip de Bugatti, réalisé par Gil Green (en), est diffusé pour la première fois dans l'émission 106 & Park (en) le 6 février 2013. DJ Khaled et Birdman apparaissent dans la vidéo.

## Remixes
Le 6 mai 2013 sort le remix officiel de la chanson, interprétée en collaboration avec les rappeurs Wiz Khalifa, T.I., Meek Mill, French Montana, 2 Chainz, Future, DJ Khaled et Birdman. Il est inclus dans l'édition deluxe de l'album Trials & Tribulations (en) d'Ace Hood.
Sur sa mixtape Dedication 5 (en), sortie en septembre 2013, le rappeur Lil Wayne interprète une version freestyle de Bugatti en compagnie de Boo (en).

## Apparition
Cette chanson fait partie du jeux vidéo Grand Theft Auto V, Apache Overdose Wolf VI et dans le film xXx : Reactivated et Divergente 3 : Au-delà du mur. [réf. souhaitée]

## Récompenses et nominations
| Année | Cérémonie          | Prix             | Résultat   |
| ----- | ------------------ | ---------------- | ---------- |
| 2013  | BET Hip Hop Awards | Titre de l'année | Nomination |

## Classements et certification
| Chart (2013)                   | Peak position |
| ------------------------------ | ------------- |
| Danemark (Tracklisten)         | 33            |
| États-Unis (Hot 100)           | 33            |
| États-Unis (R&B/Hip-Hop Songs) | 9             |
| États-Unis (Rap Songs)         | 8             |

| Classement (2013)                  | Position |
| ---------------------------------- | -------- |
| États-Unis (Hot 100)               | 91       |
| États-Unis (Hot R&B/Hip-Hop Songs) | 26       |
| États-Unis (Hot Rap Songs)         | 20       |

| Région                                                                                                 | Certification | Ventes/Streams |
| --- | ------------- | -------------- |
| États-Unis (RIAA)                                                                                      | Platine       | 1 000 000*     |
| *Ventes selon la certification ^Mise en rayon selon la certification xNon précisé par la certification |               |                |